# Stevan Ostojić
Stevan Ostojić (srbskou cyrilicí Стеван Остојић;  20. srpna 1941, Ostojićevo - 15. května 2022, Bělehrad) byl jugoslávský fotbalista srbské národnosti, útočník. 

## Fotbalová kariéra
V jugoslávské lize hrál za FK Radnički Niš a FK Crvena zvezda, se kterou získal tři mistrovské tituly a tři vyhrál jugoslávský fotbalový pohár. V jugoslávské lize nastoupil ve 170 ligových utkáních a dal 71 gólů. V Poháru mistrů evropských zemí nastoupil ve 12 utkáních a dal 7 gólů a ve Veletržím poháru nastoupil ve 3 utkáních a dal 2 góly. Za reprezentaci Jugoslávie nastoupil v letech 1964-1971 ve 2 utkáních. 

## Ligová bilance
| Ročník                          | Zápasy | Góly | Klub                   |
| ------------------------------- | ------ | ---- | ---------------------- |
| 2. jugoslávská liga 1961/1962   | -      | -    | FK Radnički Niš        |
| Jugoslávská Prva liga 1962/1963 | 18     | 8    | FK Radnički Niš        |
| Jugoslávská Prva liga 1963/1964 | 25     | 14   | FK Radnički Niš        |
| Jugoslávská Prva liga 1964/1965 | 0      | 0    | Crvena zvezda Bělehrad |
| Jugoslávská Prva liga 1965/1966 | 11     | 3    | Crvena zvezda Bělehrad |
| Jugoslávská Prva liga 1966/1967 | 19     | 3    | Crvena zvezda Bělehrad |
| Jugoslávská Prva liga 1967/1968 | 30     | 15   | Crvena zvezda Bělehrad |
| Jugoslávská Prva liga 1968/1969 | 32     | 17   | Crvena zvezda Bělehrad |
| Jugoslávská Prva liga 1969/1970 | 15     | 6    | Crvena zvezda Bělehrad |
| Ligue 2 1969/1970               | 9      | 6    | AS Monaco FC           |
| Jugoslávská Prva liga 1970/1971 | 17     | 5    | Crvena zvezda Bělehrad |
| 1. turecká liga 1971/1972       | 25     | 6    | Fenerbahçe SK          |
| 1. turecká liga 1972/1973       | 6      | 1    | Fenerbahçe SK          |
| NASL 1974                       | 3      | 0    | San Jose Earthquakes   |
| CELKEM 1. jugoslávská liga      | 170    | 71   |                        |
| CELKEM 1. turecká liga          | 31     | 7    |                        |